# Listă de sculptori polonezi
Această pagină este o listă de sculptori polonezi.

## A
- Abakanowicz Magdalena (1930)
- Adamski Wiesław (1947)
- Adamski Kazimierz (1964)
- Althamer Paweł (1967)
- Ambroziak Sylwester (1964)
- Andrzejewska-Marek Krystyna (1950)
- Anioł Stanisław (1950)
- Aumiller Józef (1892–1964)

## B
- Badyna Karol (1960)
- Bajer Tomasz (1971)
- Banat Kazimierz (1945)
- Bandura Jerzy (1915–1987)
- Barcz Bolesław (1906–1944)
- Barącz Tadeusz (1849–1905)
- Baumgart Anna (1966)
- Bałka Mirosław (1958)
- Bałys Wincenty (1906–1939)
- Bałzukiewicz Bolesław (1879–1935)
- Beksiński Zdzisław  (1929–2005)
- Bem-Borucka Anna (1955)

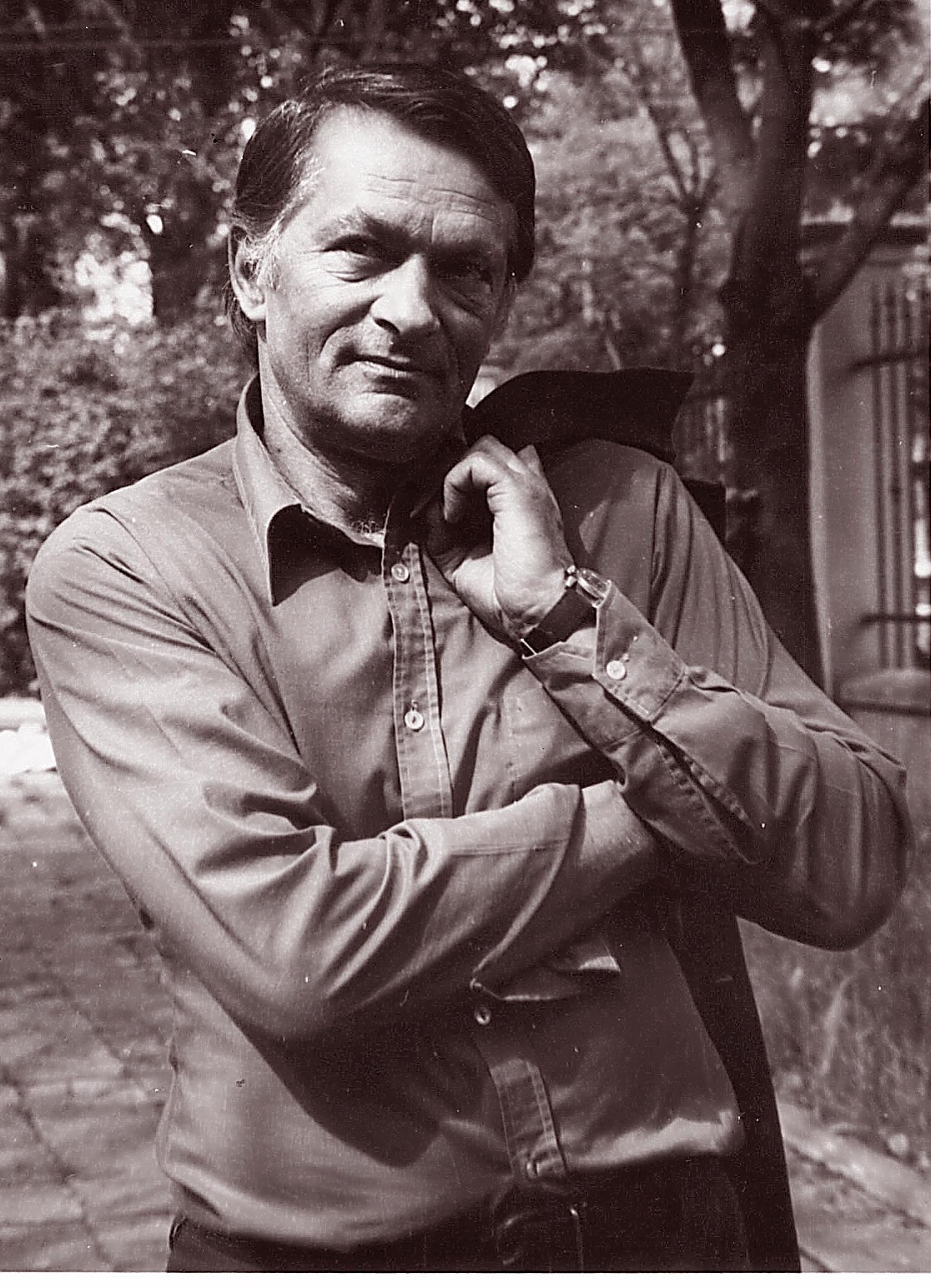
Jerzy Boroń (1924–1986)

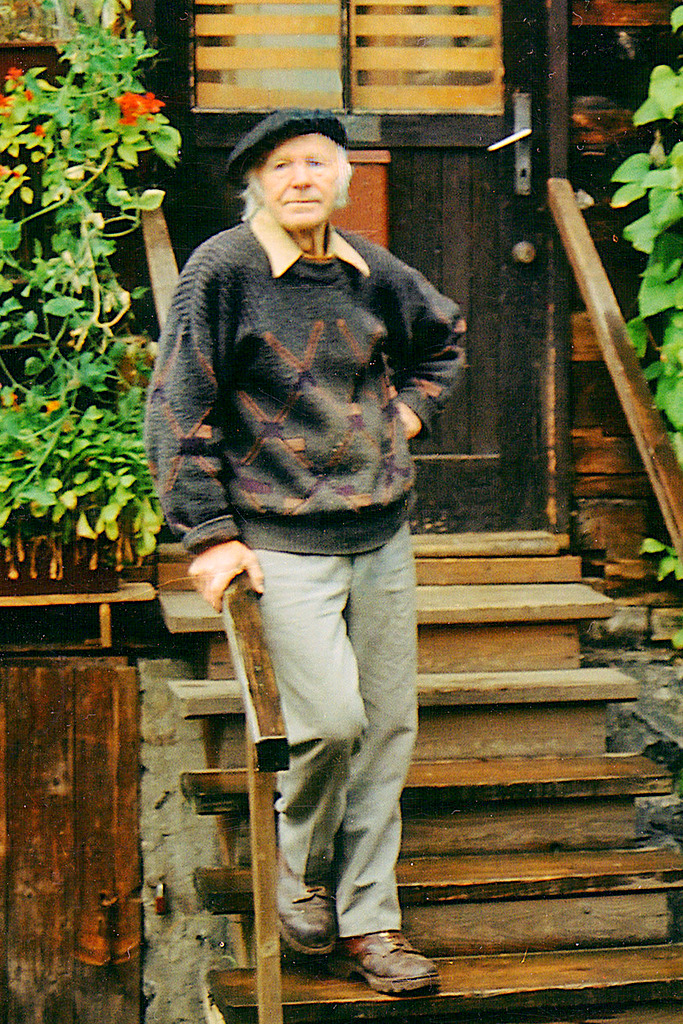
Henryk Burzec

- Budziszewski Benor Joshua (1950–2006)
- Berdyszak Jan (1934)
- Bereś Jerzy (1930)
- Bernasiewicz Jan "Bernaś" (1908–1984)
- Bełtowski Juliusz Wojciech (1852–1926)
- Biegas Bolesław (1877–1954)
- Bielak Wiesław
- Bieńkowski Kazimierz (1907–1993)
- Biliński Tadeusz (1892–1960)
- Biskupski Maksymilian (1958)
- Boettner-Łubowski Rafał (1974)
- Boroń Jerzy (1924–1986)
- Borys Izydor (1965)
- Boss-Gosławski Julian (1926)
- Brachmański Zygmunt
- Breyer Tadeusz (1874–1952)
- Brodzki Wiktor (1826–1904)
- Brudzińska Anna (1974)
- Bryliński Paweł (1814–1890)
- Brzega Wojciech (1872–1941)
- Brzoska Sławomir (1967)
- Brzozowski Julian (1925–2002)
- Alojzy Bunsch (1859–1916)
- Burzec Henryk (1919–2005)
- Butkiewicz Piotr (1966)
- Budny Michał (1976)
- Bębnowski Wacław (1865–1945)
- Błotnicki Tadeusz (1858–1928)

## C-Ć

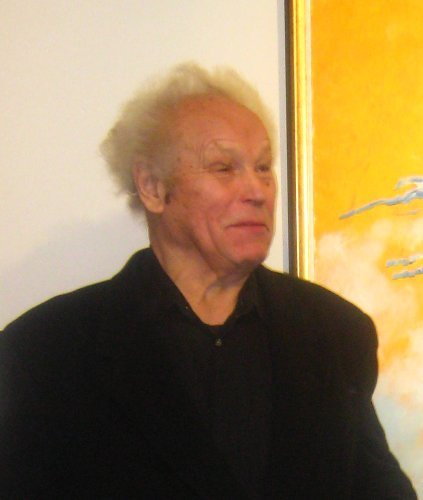
Bronisław Chromy

- Cengler Faustyn Juliusz (1828–1886)
- Ceptowski Michał (1765–1829)
- Chajec Władysław (1904–1986)
- Chrobra Olga (1926)
- Chromy Bronisław (1925)
- Chrząstek Mariusz
- Cichoń Waldemar (1955)
- Cukier Stanisław (1954)
- Cygankiewicz Jan (1945)

## D
- Dąbrowska Krystyna (1906–1944)
- Daun Alfred (1854–1922)
- Demkowska Zofia (1919–1991)
- Dmochowski Henryk (1810–1863)
- Dobrzańska Anna (1890–1979)
- Dziekiewicz-Pilich Dorota (1969)
- Dousa Stefan (1945)
- Drapikowski Mariusz (1960)
- Drexlerówna Luna (1882–1933)
- Dunikowski Xawery (1875–1964)
- Dunikowski-Duniko Wincenty (1947)

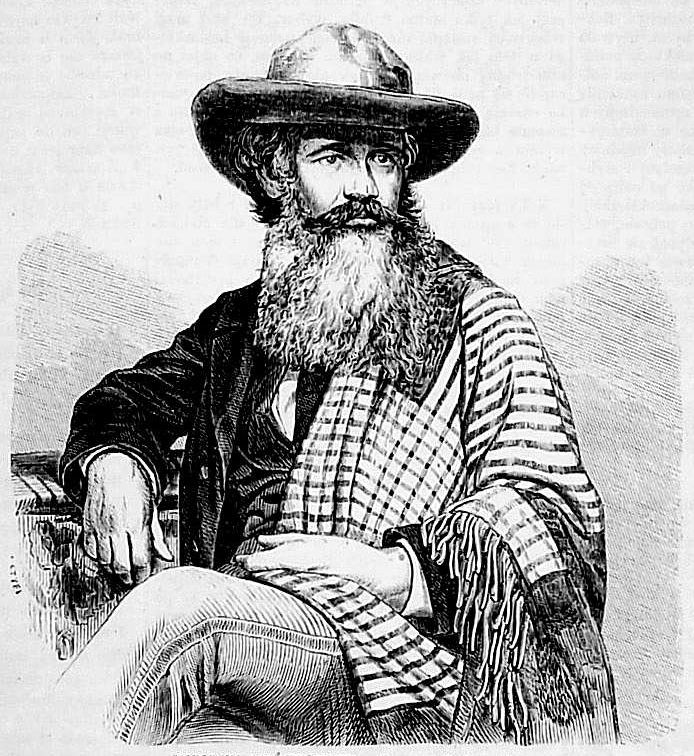
Henryk Dmochowski

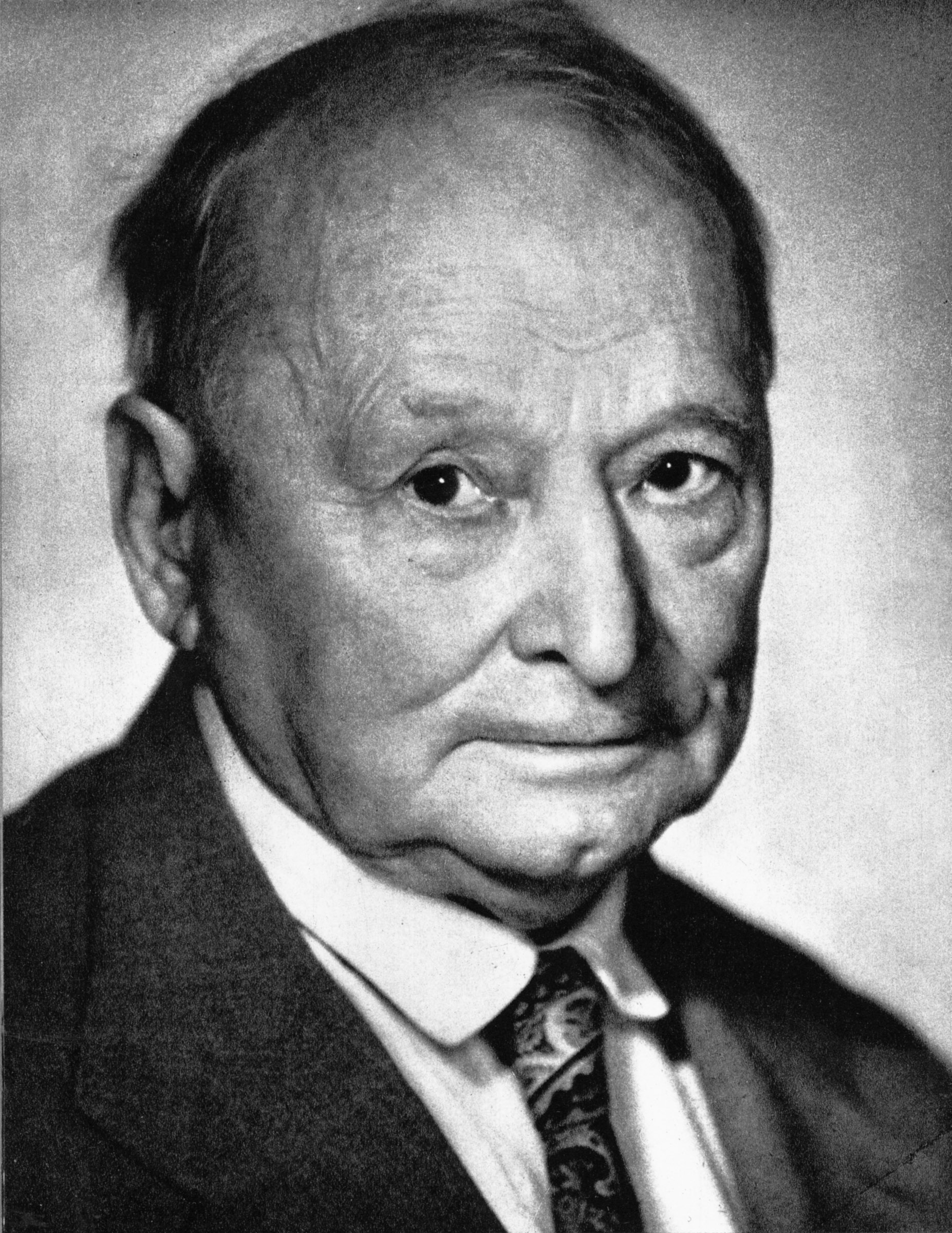
Xawery Dunikowski

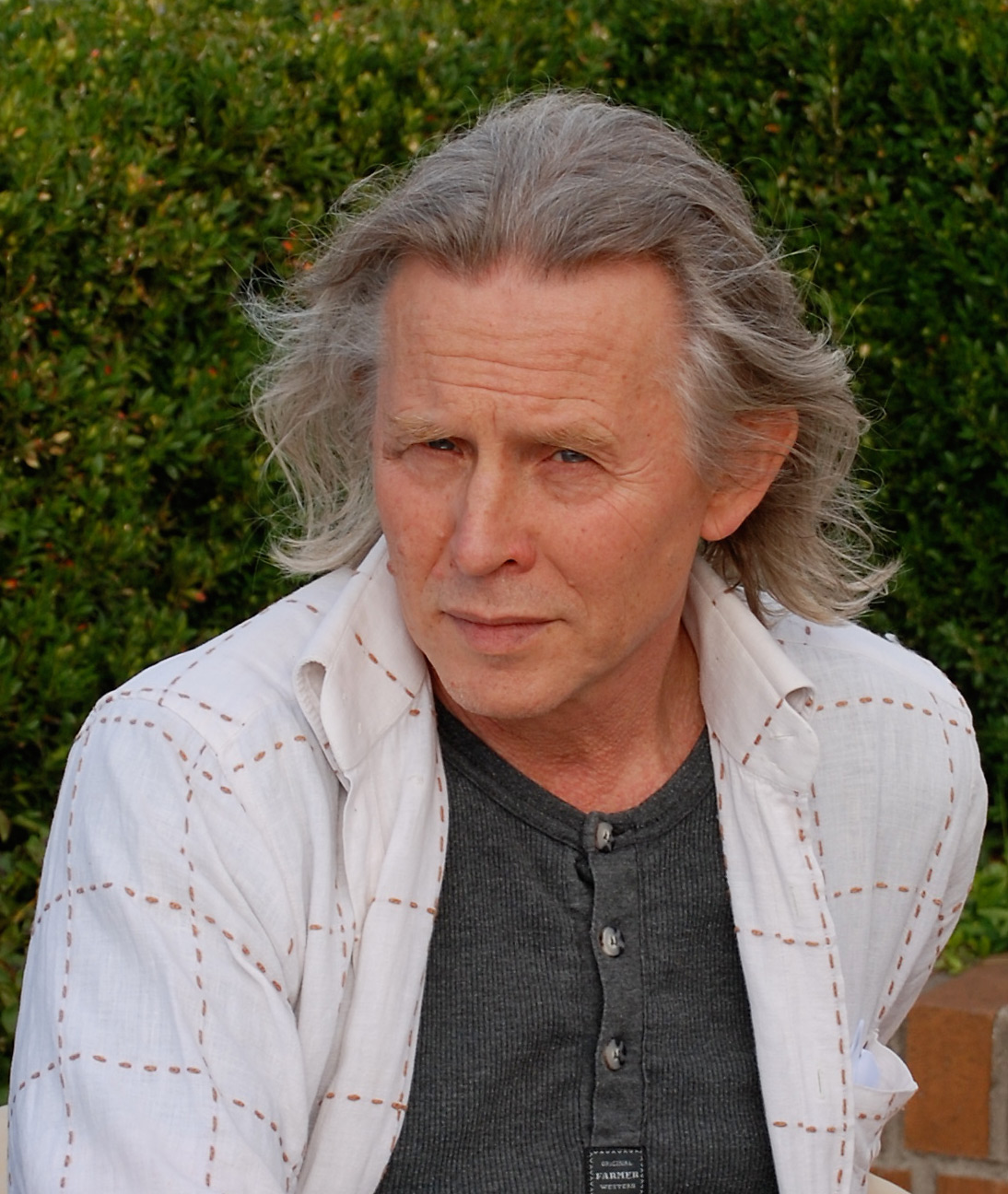
Wincenty Dunikowski-Duniko

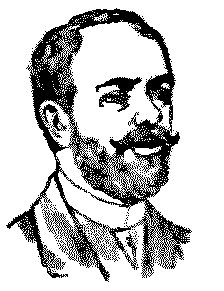
Tomasz Dykas

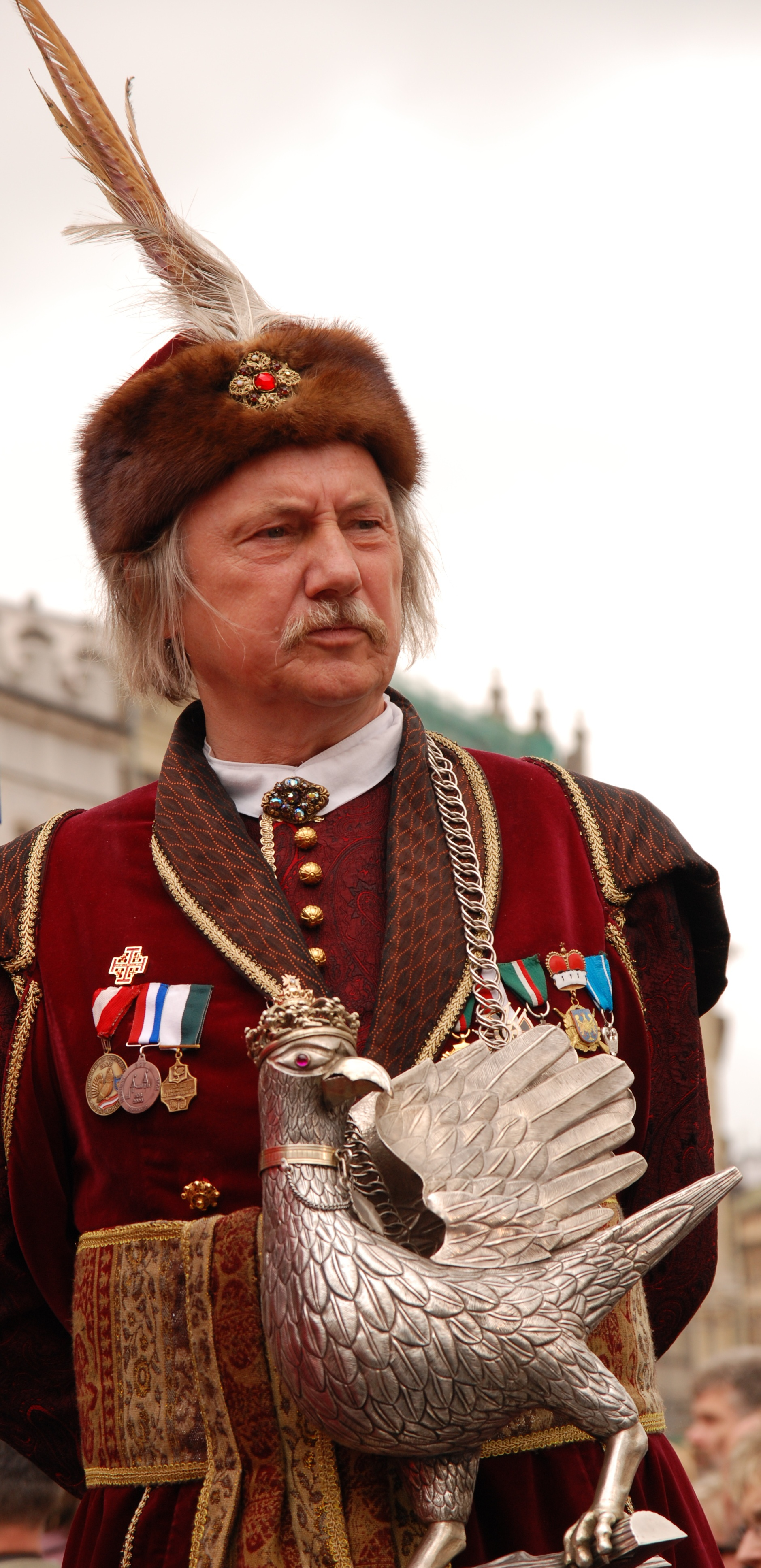
Czesław Dźwigaj

- Dunin-Piotrowska Maria (1899–1986)
- Durek Wojciech (1888–1951)
- Durski Jacek (1943)
- Duszeńko Franciszek (1925–2008)
- Dykas Tomasz (1850–1910)
- Dyrda August (1926)
- Dzienniak Wojciech (1966)
- Dętkoś Aleksander (1939)
- Dźwigaj Czesław (1950)

## E
- Eljasz-Radzikowski Władysław (1847–1921)
- Ereszkowski Zbigniew (1923)

## F

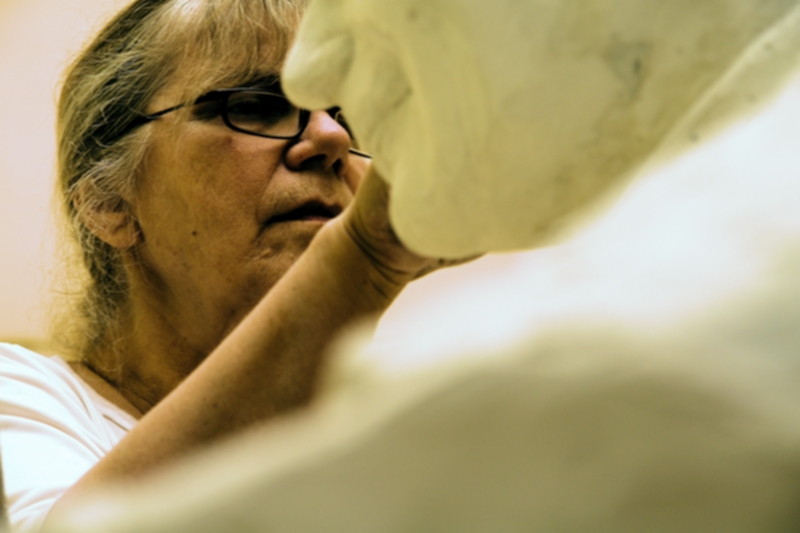
Krystyna Fałdyga-Solska

- Falender Barbara (1947)
- Fangor Wojciech (1922)
- Fałdyga-Solska Krystyna (1942)
- Fischer Franciszek (1851–1895)
- Flaum Franciszek (1866–1917)
- Fober Jerzy (1959)
- Fojcik Henryk (1956)
- Frejer Romuald (1926–1987)
- Frączkiewicz Zbigniew (1946)
- Furgała Jarosław (1919–?)
- Fus Roman (1960–2007)

## G
- Gadomski Walery (1833–1911)
- Gajda Wiktor (1938)
- Gardecki Józef (1880–1952)
- Gawron Piotr (1943)

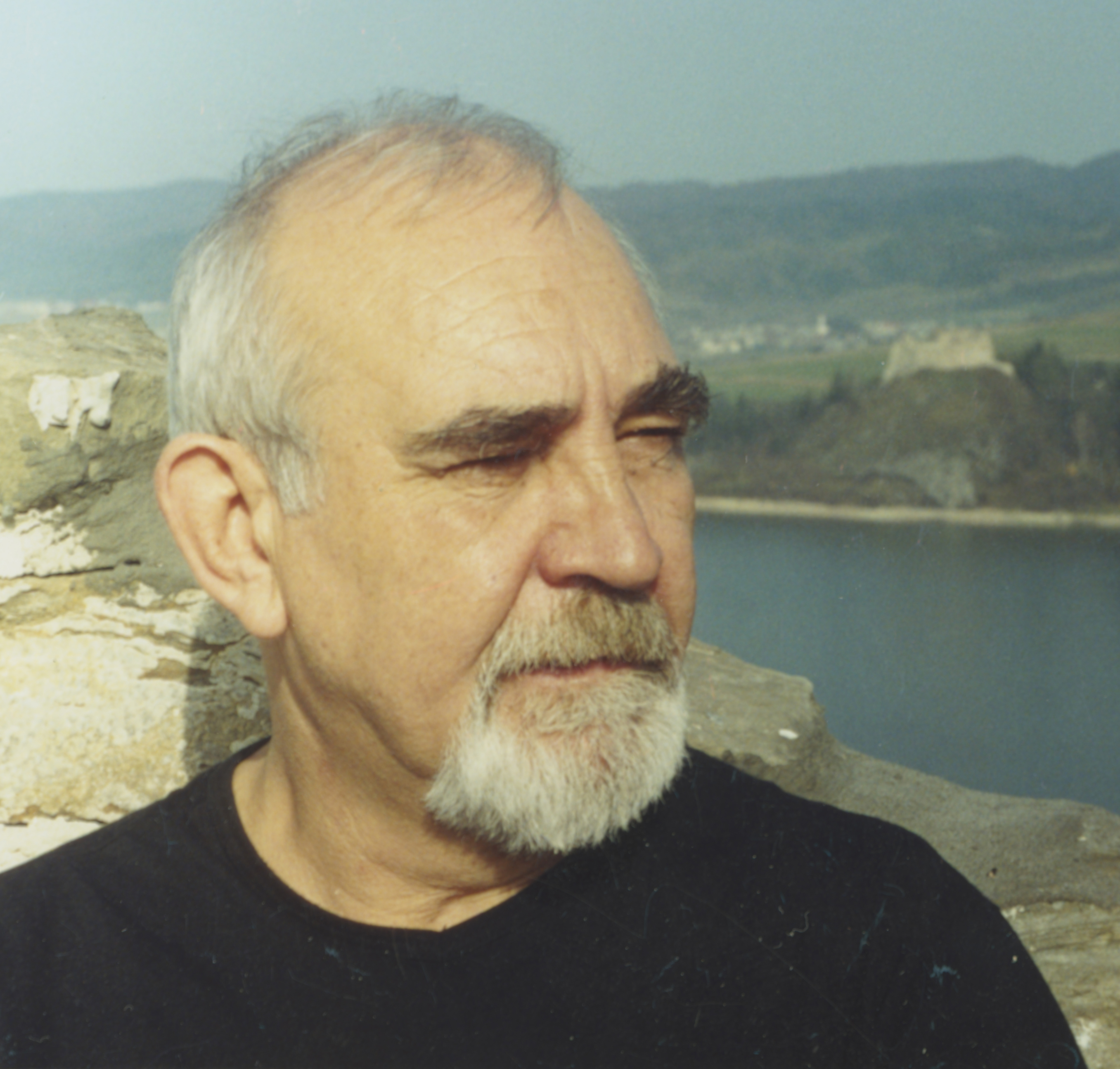
Wojciech Gryniewicz

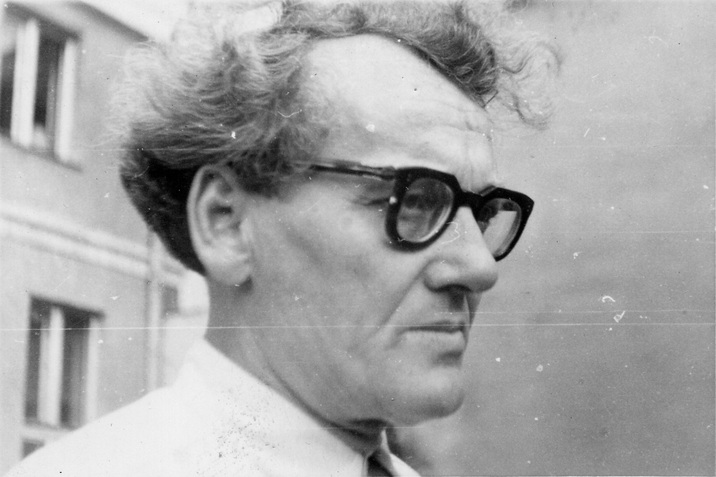
Józef Gosławski

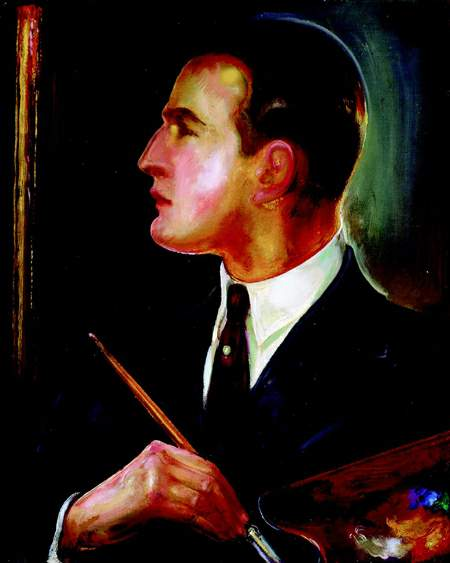
Gustaw Gwozdecki

- Gerson-Dąbrowska Maria (1869–1942)
- Gierada Stanisław (1943)
- Glicenstein Henryk (1870–1942)
- Godebski Cyprian (1835–1909)
- Godlewska Izabella (1931)
- Goldberg Chaim (1917–2004)
- Gotlib Henryk (1890–1966)
- Gorbas Jerzy(1968)
- Gosławski Józef (1908–1963)
- Gosławski Stanisław (1918–2008)
- Grabowski Feliks (1817–1889)
- Graczyk Jan (1928–2005)
- Gross Magdalena (1891–1948)
- Gryniewicz Wojciech (1946)
- Grzegorzewski Jan (1914–2008)
- Guyski Marceli (1830–1893)
- Gwozdecki Gustaw (1880–1935)

## H
- Hajdecki Antoni (1927–1991)
- Hasior Władysław (1928–1999)
- Hegel Konstanty (1799–1876)
- Hochuł Stanisław (1935)

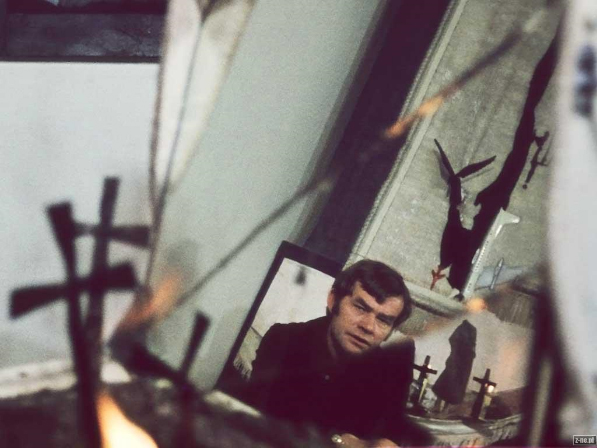
Władysław Hasior

- Horno-Popławski Stanisław (1902–1997)
- Hukan Karol (1888–1958)
- Husarski Roman Roman Hussarski (1923–2004)

## J

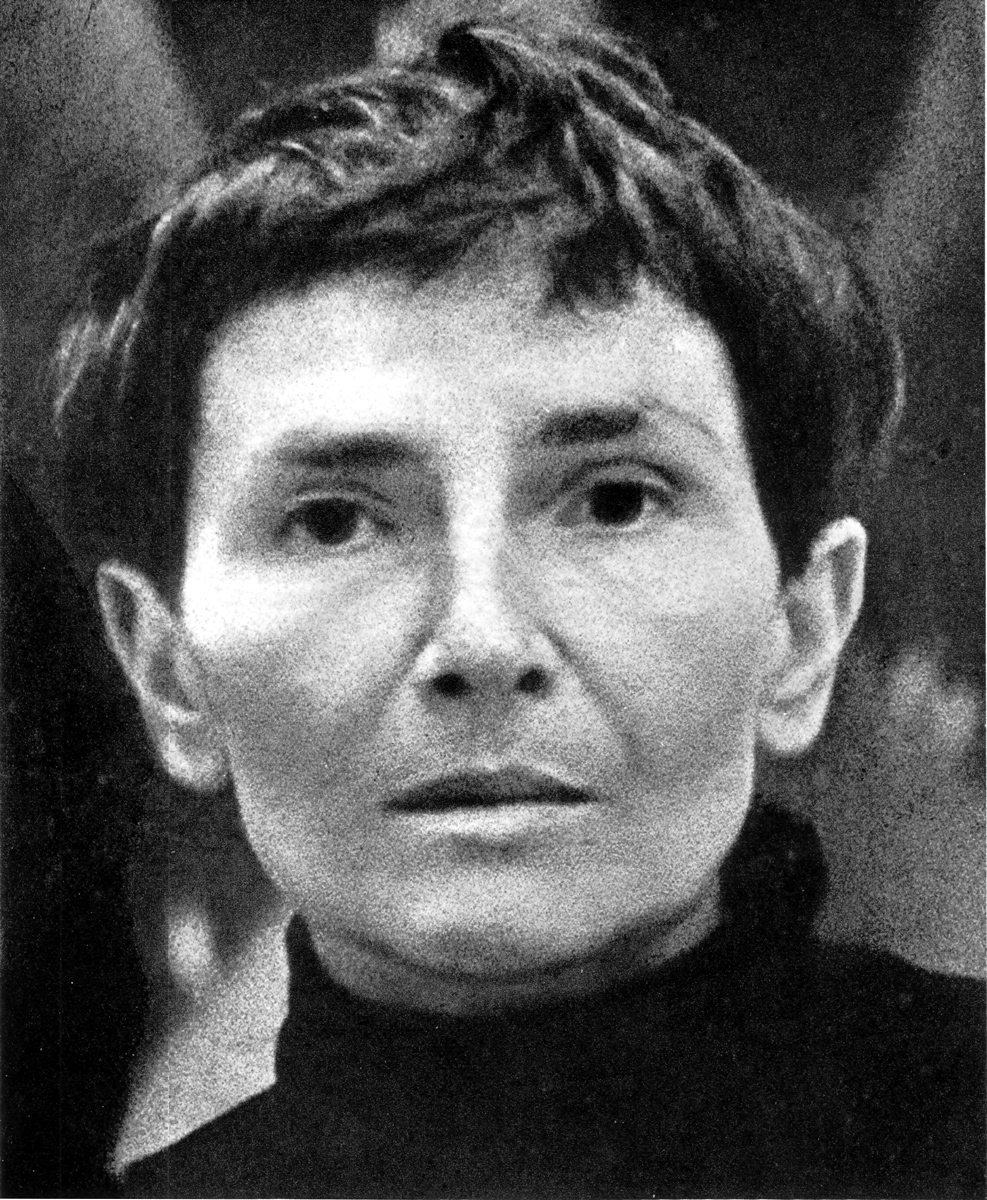
Maria Jarema

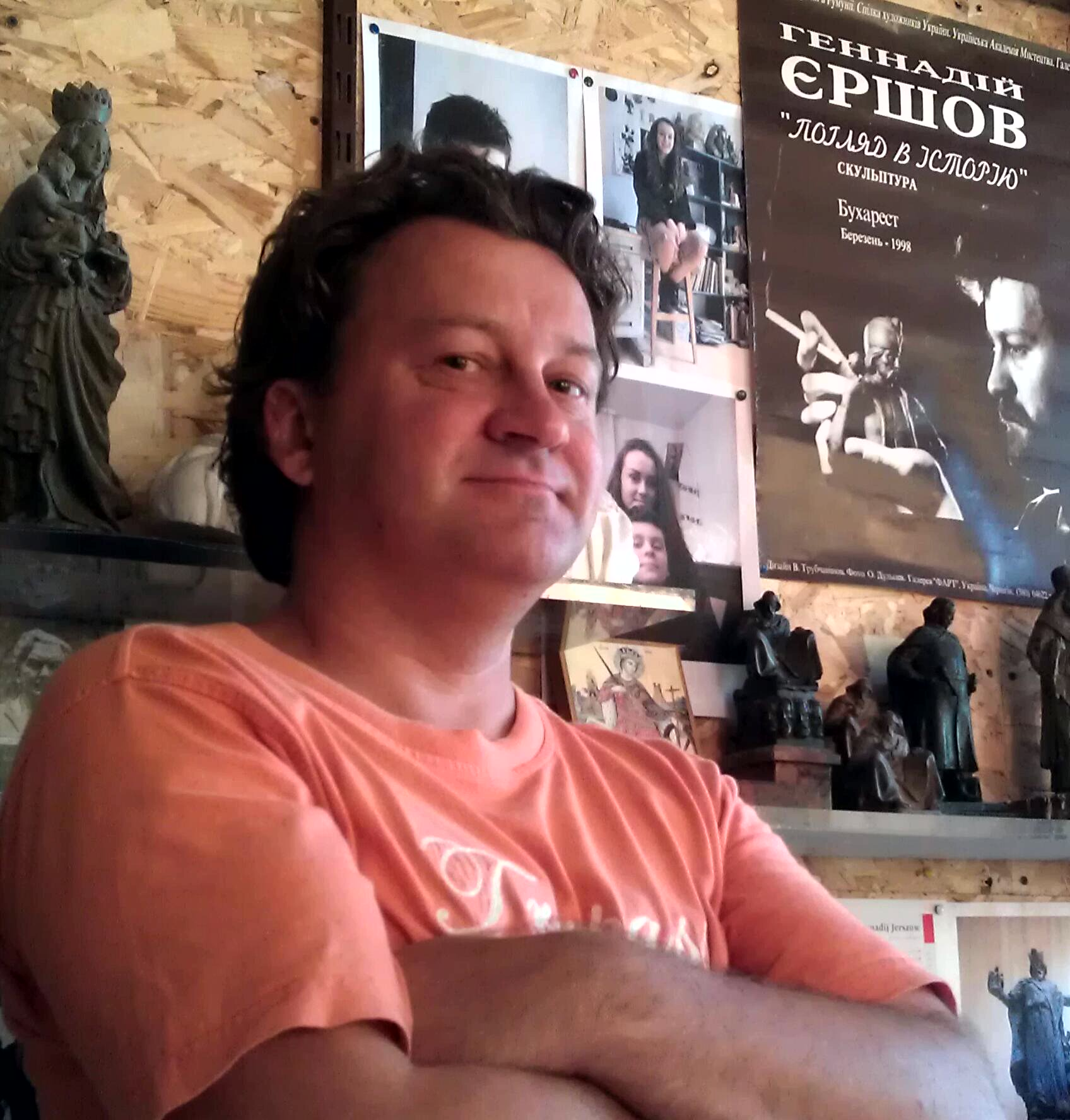
Giennadij Jerszow

- Jackowski Stanisław (1887–1951)
- Jagmin Stanisław (1875–1961)
- Janin Zuzanna (1961)
- Janus Jadwiga (1931)
- Jarema Maria (1908–1958)
- Jarnuszkiewicz Jerzy (1919–2005)
- Jelski Kazimierz (1782–1867)
- Jerszow Giennadij (1967)
- Jocz Andrzej (1941)
- Jocz Paweł (1943–2008)
- Jończyk Julian (1930–2007)
- Jurjewicz Edward (1939–2008)
- Juszczyk Jakub (1893–1945)
- Józefowicz Katarzyna (1959)

## K
- Kaim Wawrzyniec (1896–1940)
- Kalina Jerzy (1940)
- Kaliszan Józef (1927–2007)
- Kalkowski Kazimierz (1954)

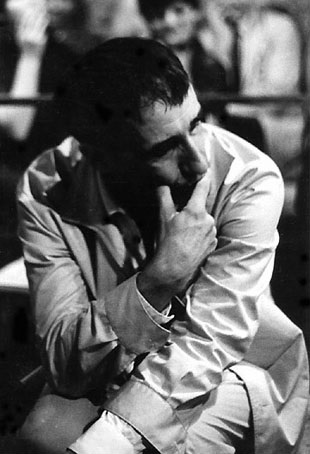
Tadeusz Kantor

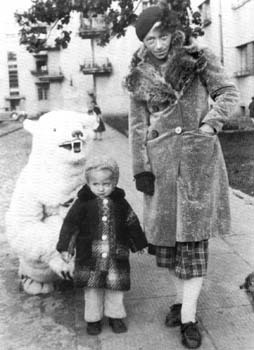
Katarzyna Kobro

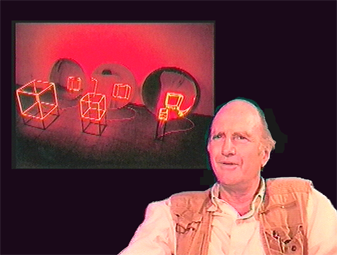
Piotr Kowalski

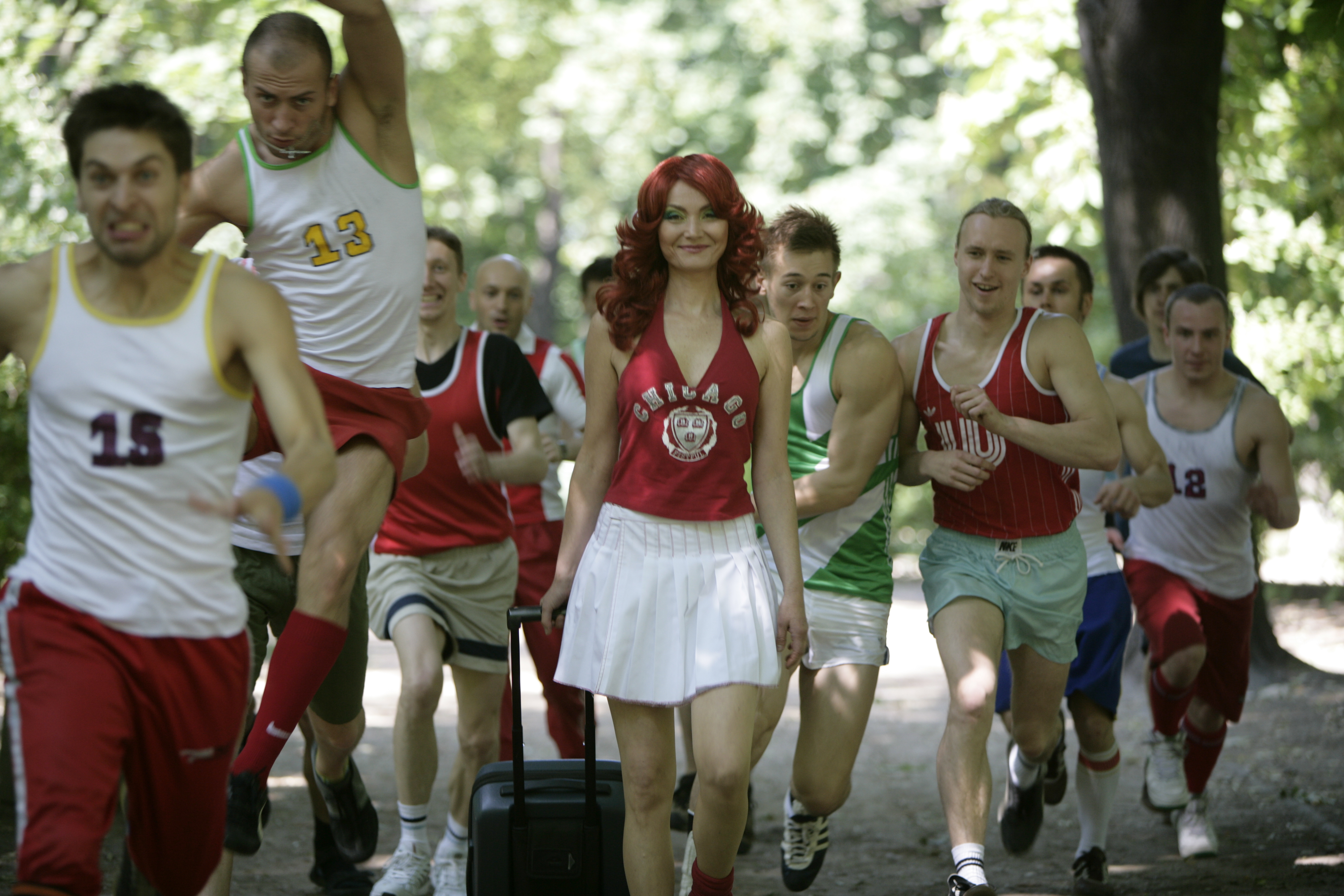
Katarzyna Kozyra

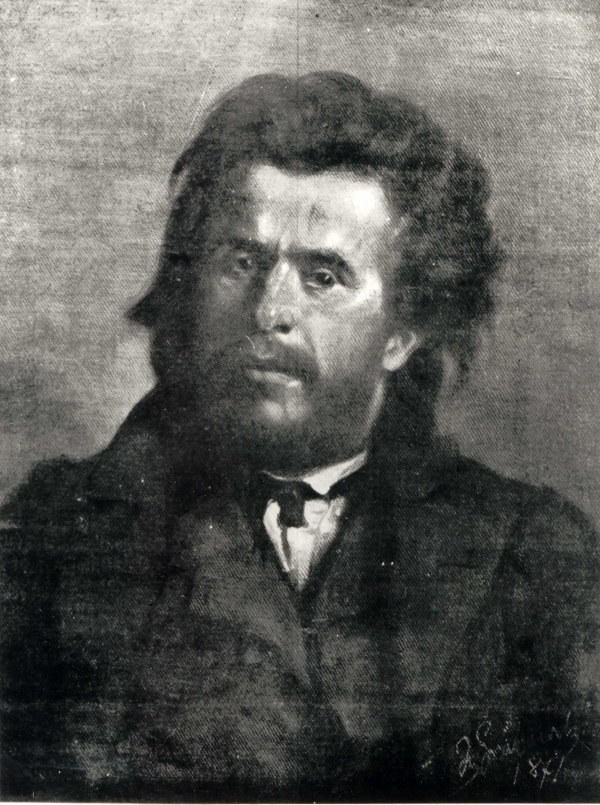
Antoni Kurzawa

- Kamieńska-Łapińska Anna (1932–2007)
- Kandefer Władysław (1921)
- Kantor Tadeusz (1915–1990)
- Karny Alfons (1901–1989)
- Kasten Andrzej (1923)
- Kenar Antoni (1906–1959)
- Kenar Jerzy (1946)
- Kijewski Marek (1955–2007)
- Klaman Grzegorz (1959)
- Klaman Teresa (1948)
- Klamerus Władysław (1956–1992)
- Kobro Katarzyna (1898–1951)
- Kochanek Stanisław (1905–1995)
- Konarska Janina (1900–1975)
- Konarski Jan (1447–1525)
- Konieczny Marian (1930)
- Konopka Wacław (1949–2007)
- Kopczyńska-Matusewicz Małgorzata (1972)
- Kopczyński Józef (1930–2006)
- Korpal Michał (1854–1915)
- Korpalski Zygfryd (1930)
- Kossowski Adam (1905–1986)
- Kossowski Henryk (1815–1878)
- Kowalski Grzegorz (1942)
- Kowalski Tadeusz (1939)
- Kowalski Piotr (1927–2004)
- Kozak Witold Stanisław (1956)
- Kozakiewicz Jarosław (1961)
- Kozyra Katarzyna (1963)
- Krajcberg Frans (1921)
- Krasiński Edward (1925–2004)
- Kraus Józef Antoni
- Kruczek Marian (1927–1983)
- Krzysztof Bronisław (1956)
- Krzywicka-Wójcik Barbara (1942)
- Kręcka-Rozenkranz Małgorzata (1962)
- Kubiak Michał (1946)
- Kucaba Jacek (1961)
- Kucharski Wojciech
- Kucz Jan (1936)
- Kudła Leon (1878–1964),
- Kulon Stanisław (1930)
- Kulpa Mariusz (1946)
- Kuna Henryk(1879–1945)
- Kuncz Baltazar (1580–1650)
- Kupczyk Józef (1846–1911)
- Kurzawa Antoni (1842–1898)
- Kułach Wojciech (1812–1897)
- Kuźma Mirosław (1965)
- Kwak Wiesław (1963)
- Kędziora Jerzy (1947)

## L-Ł
- Laszczka Konstanty (1865–1956)
- Leja Marian Karol (1928–2002)
- Lenartowicz Teofil (1822–1893)
- Lenik Andrzej(1864–1929)

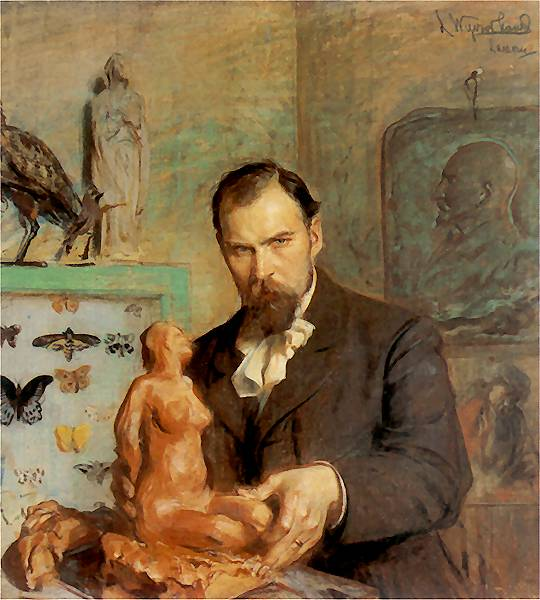
Konstanty Laszczka

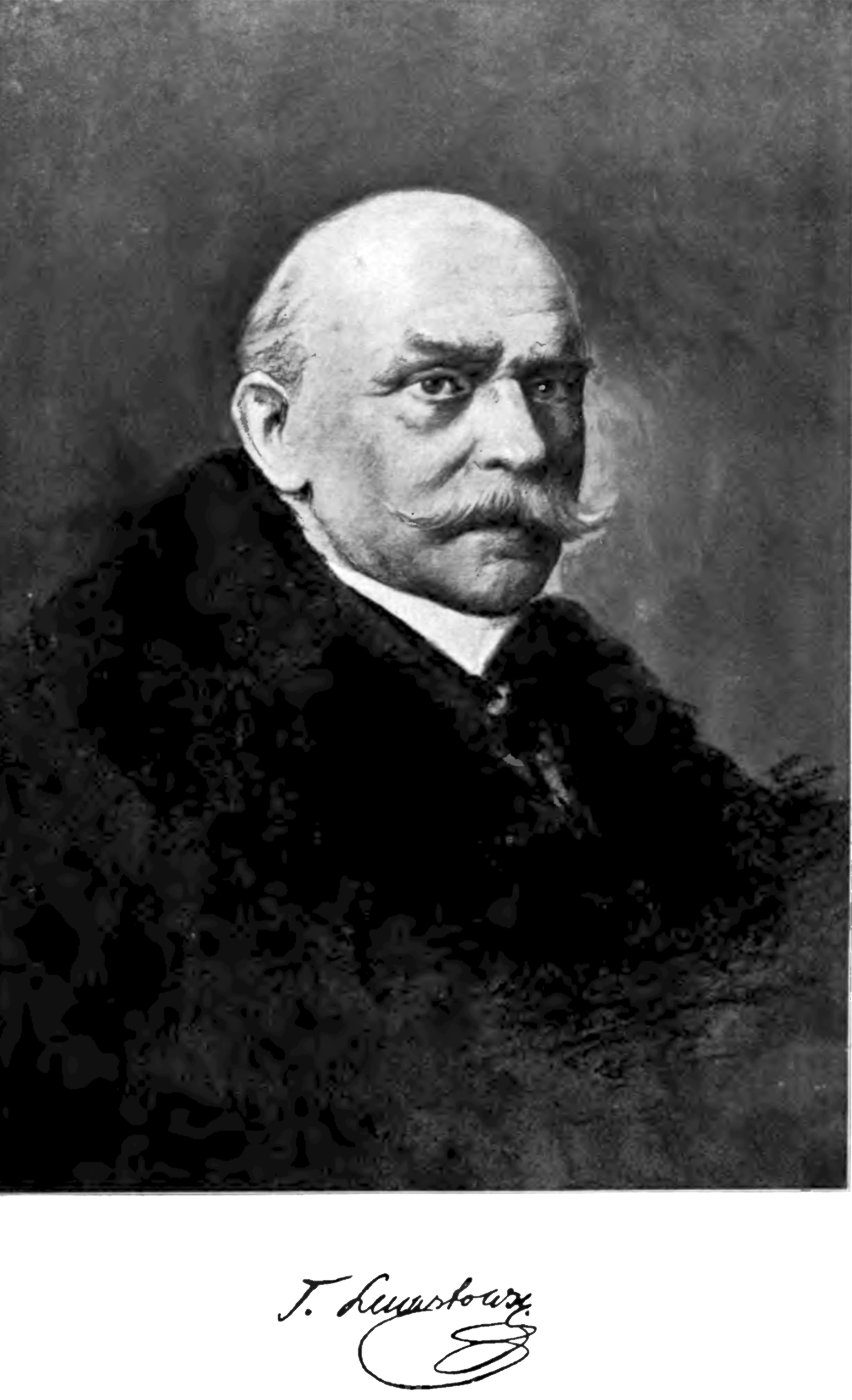
Teofil Lenartowicz

- Lewandowski Stanisław Roman (1859–1940)
- Ligęza-Drwal Bogdana (1931)
- Lipczyk Wojciech (1943)
- Lubelski Mieczysław (1887–1965)
- Lula Henryk (1930)
- Ładniewska-Blankenheimowa Wanda (1905–1995)
- Łodziana Tadeusz (1920)
- Łowisz Andrzej (1939)
- Łubieńska Jadwiga (1852–1930)
- Łuczak Hanna (1959)
- Łuczak Jacek (1962)

## M
- Madeyski Antoni (1862–1939)
- Majkowski Edmund (1929–2009)
- Maliński Paweł (1790–1853)

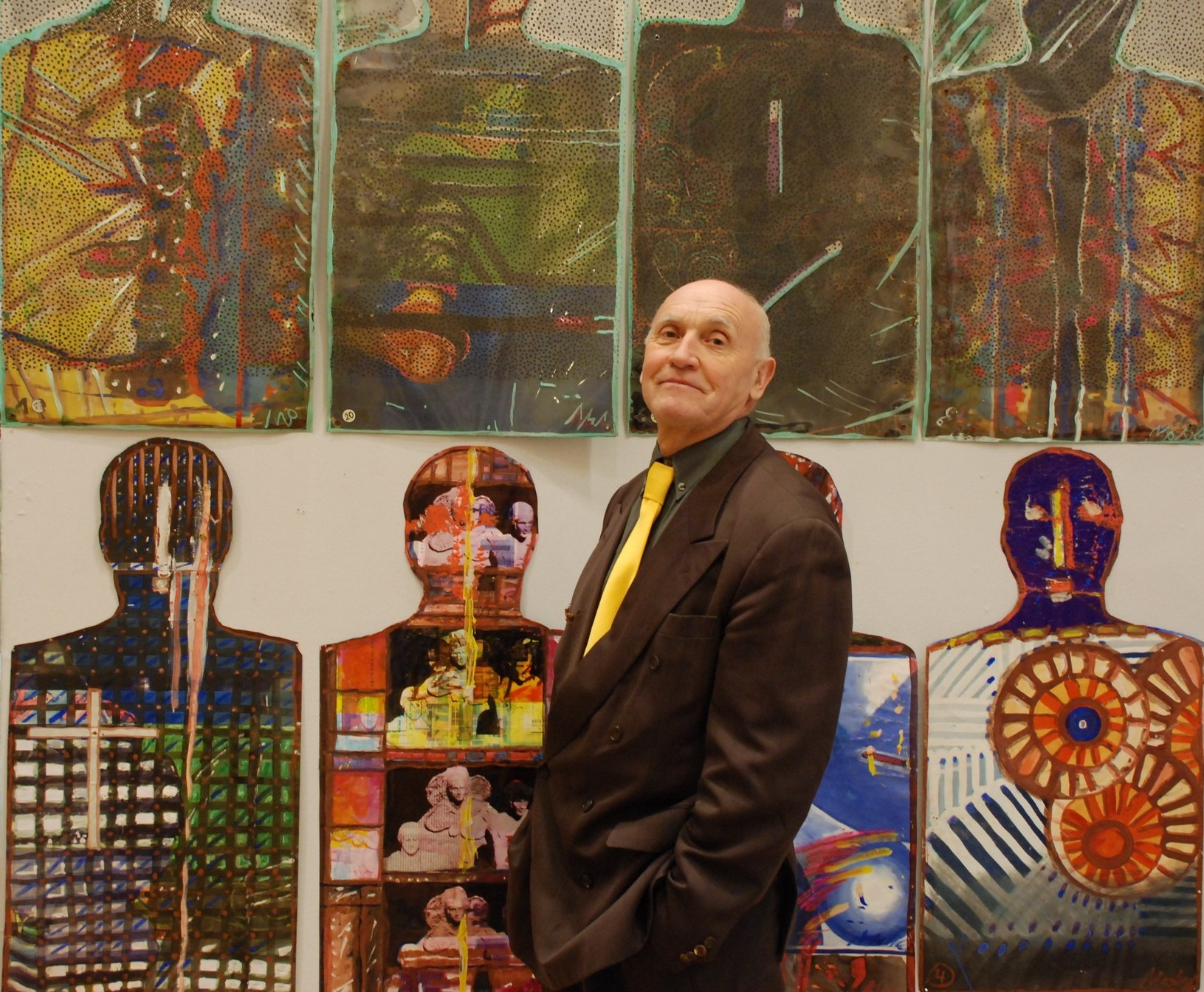
Eugeniusz Molski

- Marcinkowski Władysław (1858–1947)
- Marconi Leonard (1835–1899)
- Marek Józef (1922)
- Markowski Julian (1846–1903)
- Matusewicz Tomasz (1967)
- Mehl Ewa (1938–1999)
- Michnikowski Piotr (1960)
- Mikielewicz Zbigniew (1956)
- Mikulski Feliks (1853–1886)
- Mikuszewski Karol (1909–1980)
- Milczanowski Adolf (1899–1977)
- Miszewski Antoni (1891–1957)
- Mitoraj Igor (1944)
- Moczek Tomasz (1973)
- Molenda Marian (1958)
- Molski Eugeniusz (1942)
- Morel Henryk (1937–1968)
- Moszyński Marek Jerzy (1937–2010)
- Murak Teresa (1949)
- Murlewski Józef (1911–2003)
- Myjak Adam (1947)
- Müldner-Nieckowski Jacek (1947)
- Müldner-Nieckowski Wiesław (1915–1982)

## N
- Nadelman Elie (1882–1946)
- Nalborczyk Jan (1870–1940)
- Niewiadomski Tadeusz (1931–2006)
- Niewska Olga (1898–1943)
- Nieznalska Dorota (1973)
- Nitschowa Ludwika (1889–1989)
- Nowak Franciszek (1810–1894)

## O
- Ogorzelec Ludwika (1953)
- Olejniczak Adam (1967)

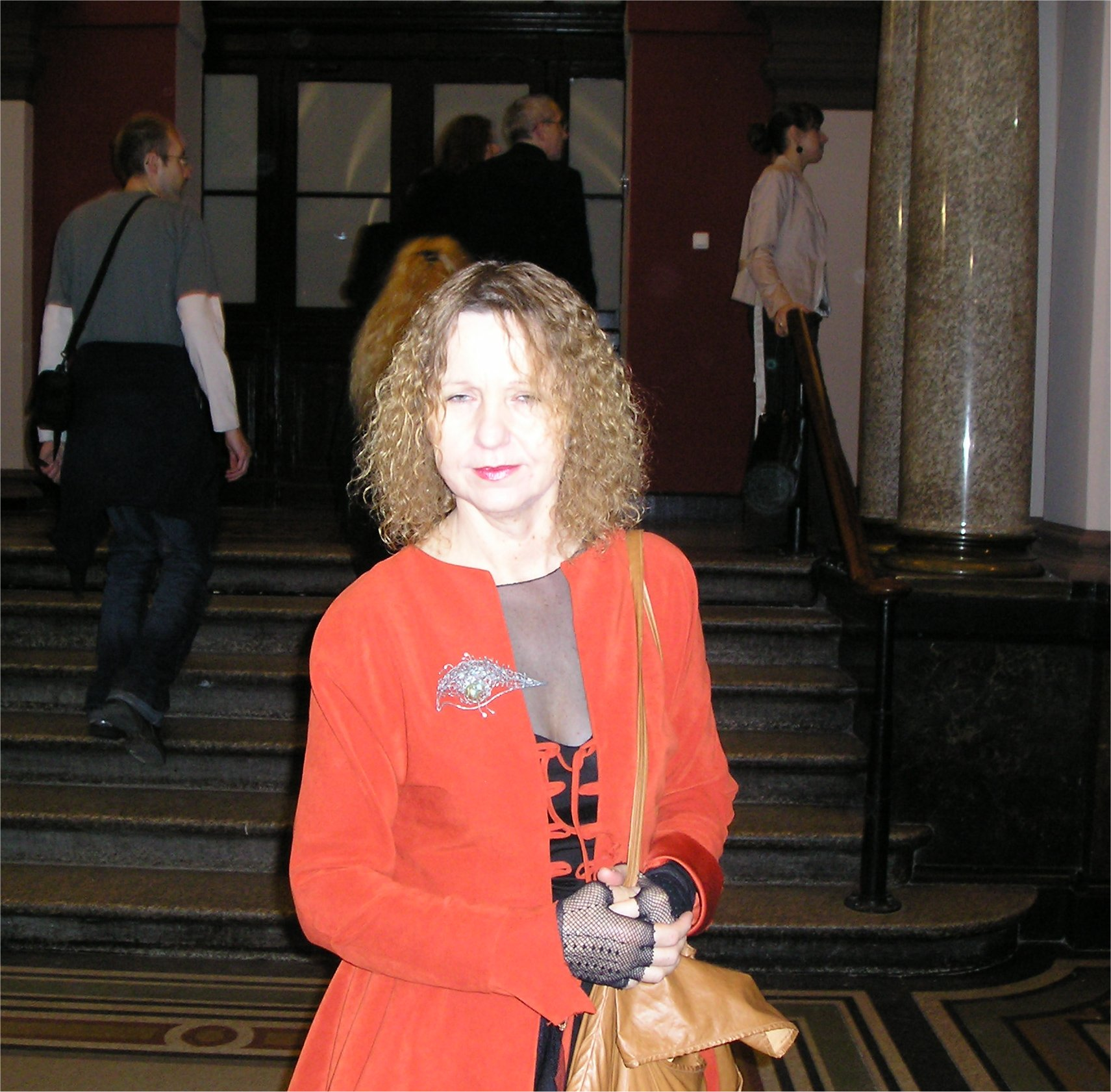
Ludwika Ogorzelec

- Oleszczyński Władysław (1807–1866)
- Orski Ryszard (1935)
- Tadeusz Ostaszewski (1918–2003)
- Ostoja-Kotkowski Stanisław (1922–1994)
- Ostrogórska Ludmiła (1950)
- Ostrowski Sławoj (1943)
- Ostrowski Jan (1811–1872)
- Ostrowski Kazimierz Witold (1848–1880)
- Ostrowski Stanisław Kazimierz (1879–1947)
- Ostrzega Abraham (1889–1942)
- Owsiński Władysław (1874–1960)

## P
- Pastwa Antoni Janusz (1944)
- Pawlik Władysław (1940)
- Pecuch Grzegorz (1923–2008)
- Perwanger Krzysztof (1700–1785)
- Petruk Józef (1944)
- Piasecki Franciszek (1838–1909)
- Pidek Zdzisław (1954–2006)
- Piekacz Zygmunt (1936)
- Pietrowiec Anna (1909–1989)
- Pietroń Wiesław (1934)
- Pinck Franciszek (1733–1798)
- Pinzel Jan Jerzy (?-1770)

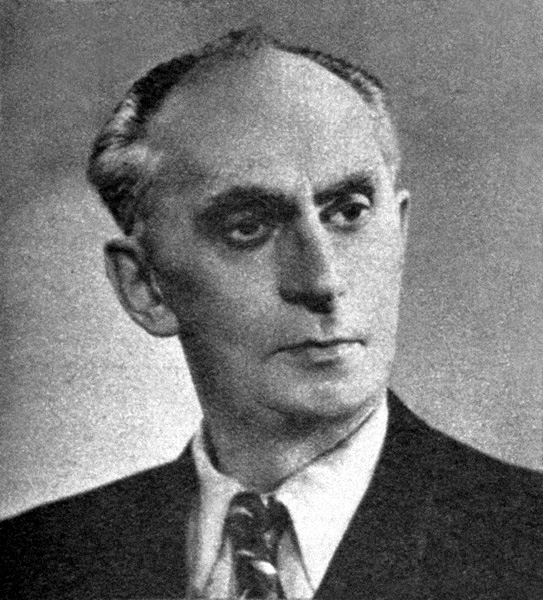
Zbigniew Pronaszko

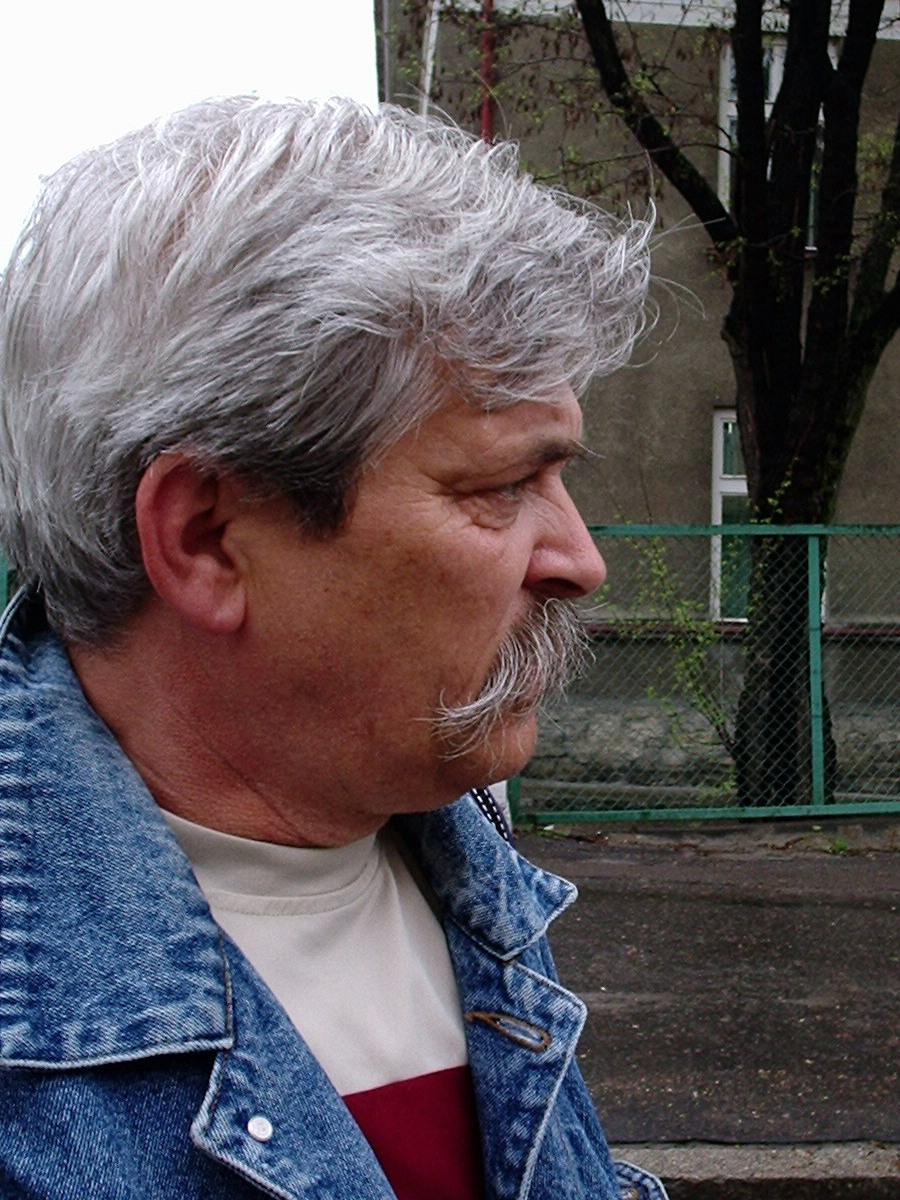
Adam Przybysz

- Plersch Jan Jerzy (Johann Georg Plersch)  (1704/05-1774)
- Podskarbi-Hebisz Maria (1951)
- Popiel Antoni (1865–1910)
- Pronaszko Zbigniew (1885–1958)
- Pruski Jan (1957)
- Pruszyński Andrzej(1836–1895)
- Przebindowski Józef (1836–1917)
- Przybysz Adam (1955)
- Puget Ludwik (1877–1942)
- Puget Jacek (1904–1977)
- Pęcak Maciej (1964)

## R
- Radwański Stanisław (1941)
- Radziewicz Tomasz (1974)
- Rappaport Nathan (1911–1987)
- Rasmus Henryk (1935–1991)
- Raszka Jan (1871–1945)
- Redler Jan Chryzostom
- Regulski Jan (1760–1807)
- Repeta Stanisław (1906–1971)
- Rogulski Marek (1967)
- Roguszczak Edward (1927–1997)
- Roj Wojciech (1875–1954)
- Rojowski Wojciech(?-1778?)
- Roman Adam (1916–?)
- Romaniak Stanisław (1948)

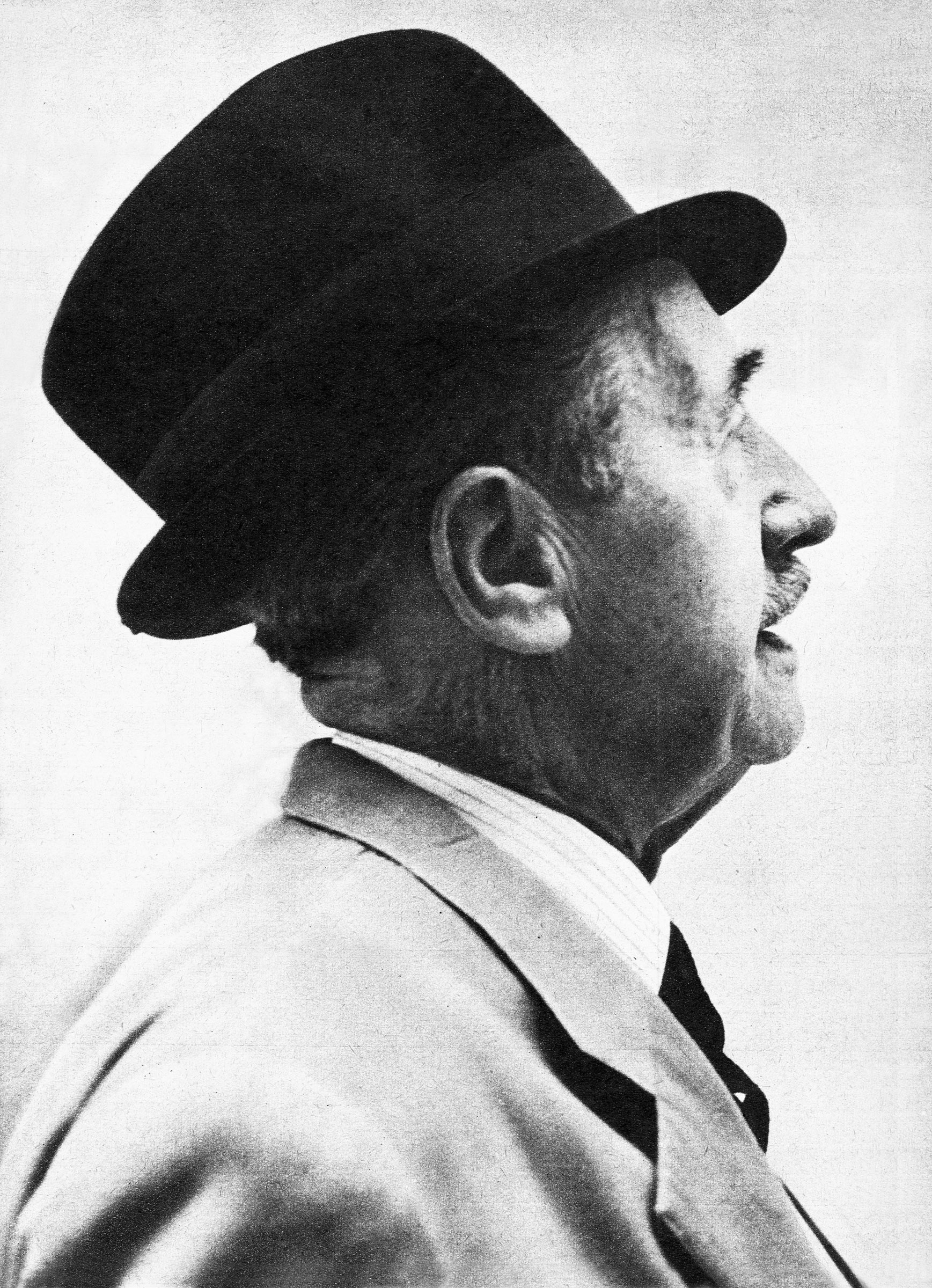
Stanisław Rzecki

- Roth Franciszek Piotr Franciszek Roth (1866–1935)
- Rożek Marcin (1885–1944)
- Rudnicka Janina (1955)
- Rygier Teodor (1841–1913)
- Ryszka Adolf (1935–1995)
- Rząsa Antoni (1919–1980)
- Rząsa Marcin (1965)
- Rzecki Stanisław (1888–1972)

## S-Ś
- Samp Wawrzyniec (1939)
- Sitek Dariusz (1966)
- Sitek Edward (1940–2002)
- Siudak Szczepan (1945)
- Skoczylas Władysław (1883–1934)
- Smolana Adam (1921–1987)
- Sobociński Jerzy (1932–2008)
- Sobociński Robert (1960)

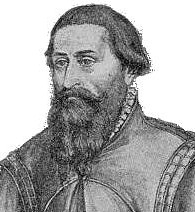
Wit Stwosz

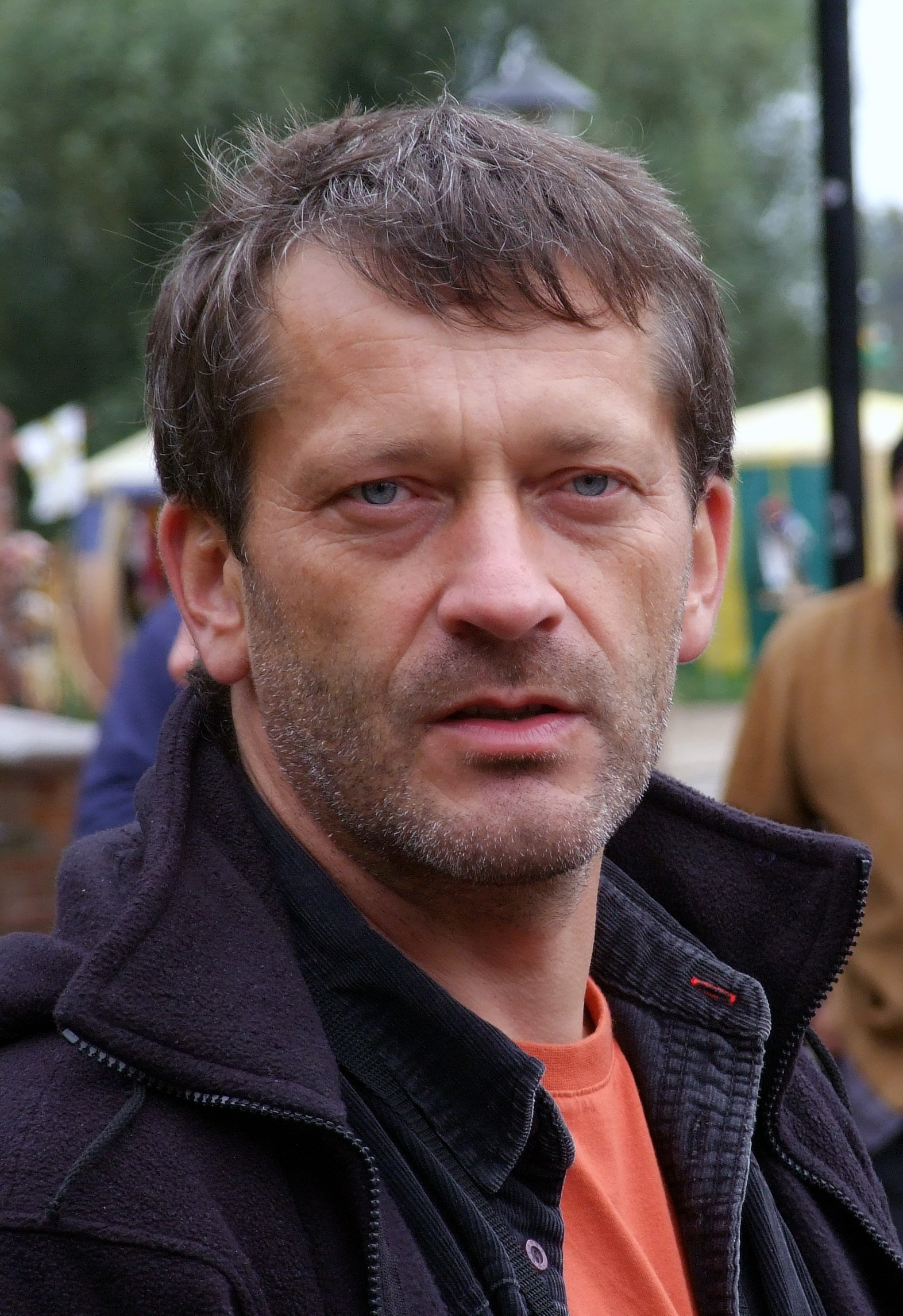
Jan Szczypka

- Sosnowski Tomasz Oskar (1810–1886)
- Sołyga Andrzej
- Stefanowicz-Schmidt Janina (1930)
- Steller Paweł (1895–1974)
- Stolarczyk Józef (1940–2002)
- Struzik Mirosław (1956)
- Stryjeński Karol (1887–1932)
- Strynkiewicz Franciszek (1893–1996)
- Stwosz Stanisław (?1478-1528)
- Stwosz Wit (1448–1533)
- Stępień Jan (1949)
- Suknarowski Franciszek (1912–1998)
- Surajewski Ryszard (1927–?)
- Sutor Edward (1917–1984)
- Syrewicz Bolesław (1835–1899)
- Szapocznikow Alina (1926–1973)
- Szańkowski Maciej (1938)
- Szczech-Siwicka Ewelina (1932)
- Szczepkowski Jan (1878–1964)
- Szcześniak Paweł (1952–2007)
- Szczypka Jan (1962)
- Szewczyk Andrzej (1950–2001)
- Szostak Jan (1917–1986)
- Szubert Leon (1829–1859)
- Szukalski Stanisław (1893–1987)
- Szwarc Marek (1892–1958)
- Szwechowicz Stanisław (1946)
- Szymanowski Wacław (1859–1930)
- Sęczawa Wojciech (1961)
- Słonina Stanisław (1936)
- Ślesińska Alina (1926–1994)
- Śliwiński Stanisław (1955–1972)
- Świtycz-Widacka Balbina (1901–1972)

## T
- Tatarkiewicz Jakub (1798–1854)
- Tomaszewska-Sobko Grażyna (1966)
- Tołkin Wiktor (1922)
- Trenarowski Józef (1907–1965)
- Truszyński Olgierd (1931)
- Trzcińska-Kamińska Zofia (1890–1977)
- Tusk Bronisław (1935–2000)

## U
- Urbaniak Katarzyna (1969)

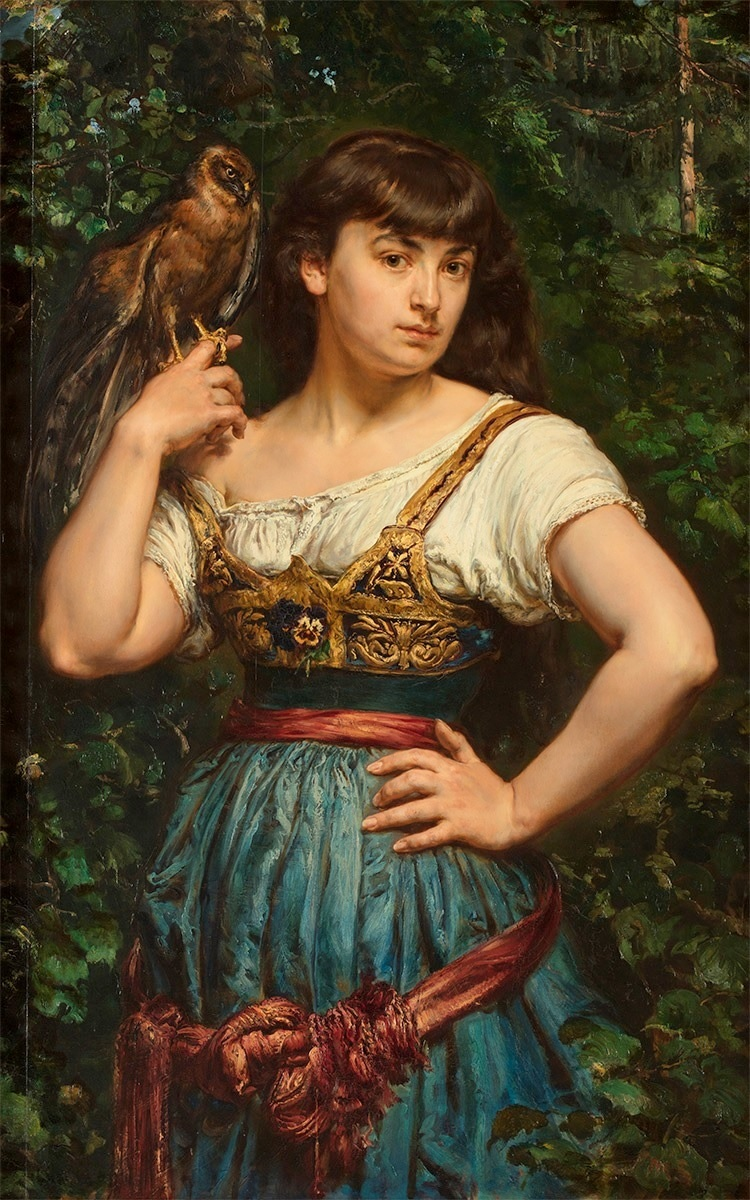
Helena Unierzyska

- Urbanowicz Witold Vito Vandost (1945)
- Unierzyska Helena Helena Matejko  (1867–1932)

## W

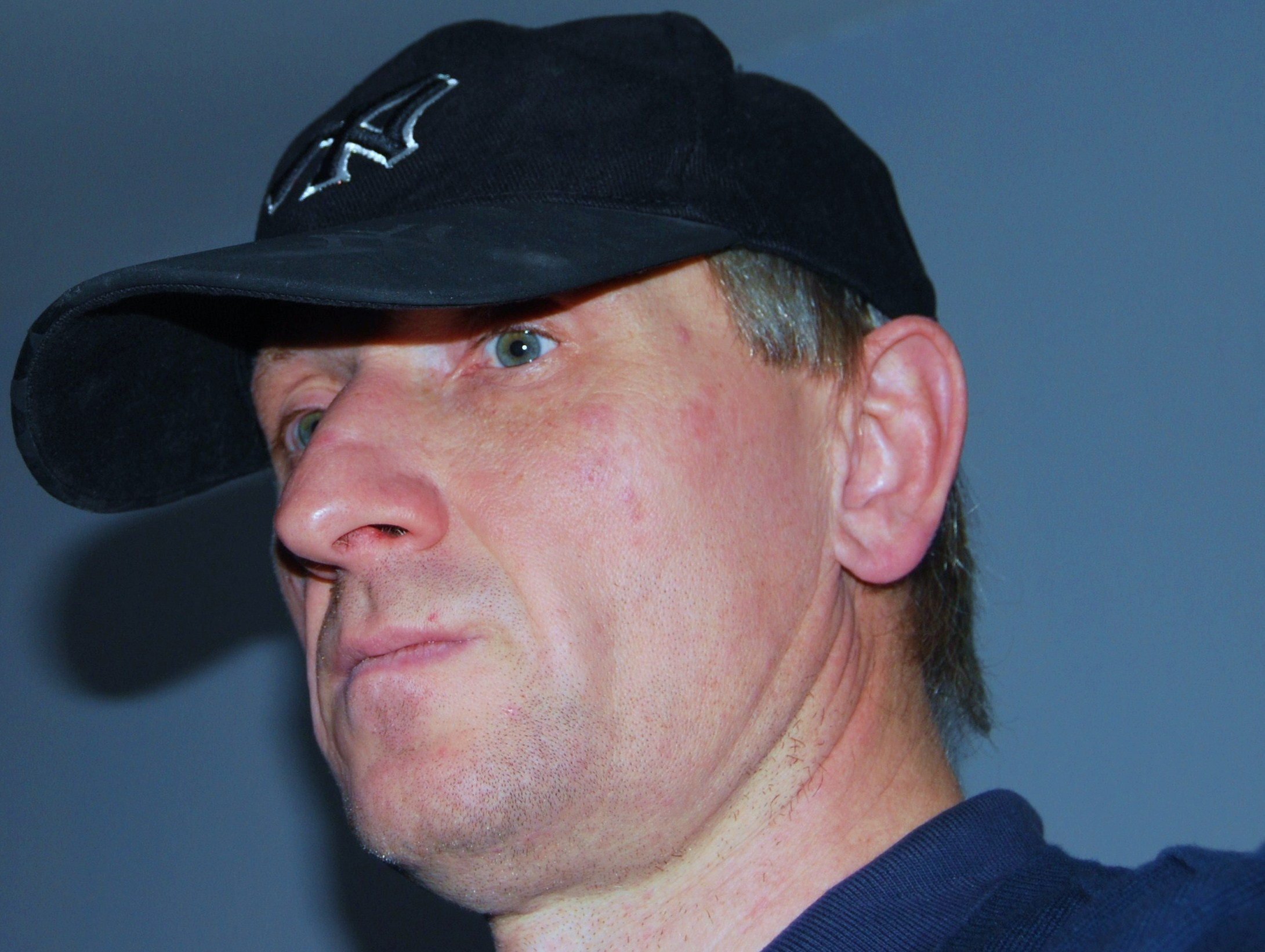
Zbigniew Wąsiel

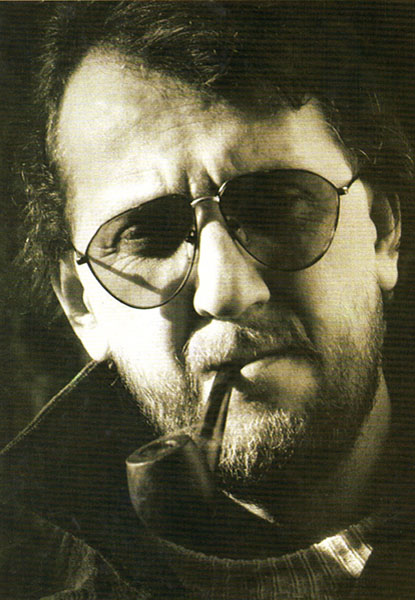
Tadeusz Antoni Wojtasik

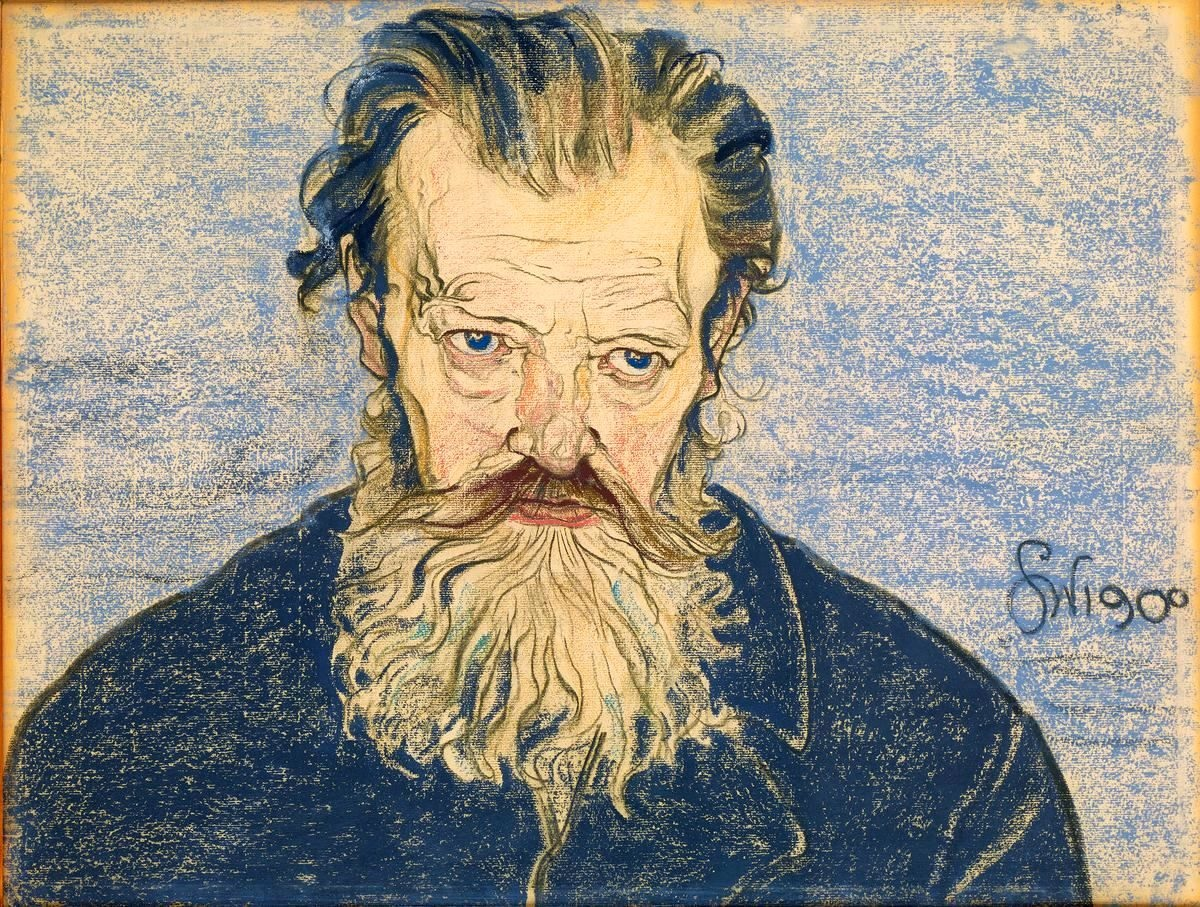
Franciszek Wyspiański

- Walerych Antoni (1952)
- Waltoś Jacek (1938)
- Wałach Jan(1884–1979)
- Wąsiel Zbigniew (1966)
- Weloński Pius (1849–1931)
- Welter Mieczysław (1928)
- Went Aleksandra Went (1976)
- Wertheimer Esther (1926)
- Weryha-Wysoczański Jan (1950)
- Wiciński Henryk (1908–1943)
- Wittig Edward (1879–1941)
- Wiwulski Antoni (1877–1919)
- Więcek Magdalena (1924–2008)
- Wiśniewska Małgorzata (1980)
- Wiśniewski Alfred (1916–?)
- Wnuk Marian (1906–1967 )
- Wnęk Jan (1828–1869)
- Wojciechowski Ryszard (1939–2003)
- Wojewódzki Bolesław (1909–1986)
- Wojtasik Tadeusz Antoni (1952)
- Wojtiuk Maria (1953)
- Wojtowicz Bazyli (1899–1985)
- Woroniec Piotr (1955)
- Wowro Jędrzej (1864–1937)
- Wysocki Stanisław (1949)
- Wyspiański Franciszek (1836–1901)
- Wójcik Igor (1968)

## Z-Ż
- Zagajewski Stanisław (1927–2008)
- Zając Ryszard (1951)
- Zalewski Albert (1933–2008)
- Zamoyski August (1893–1970)

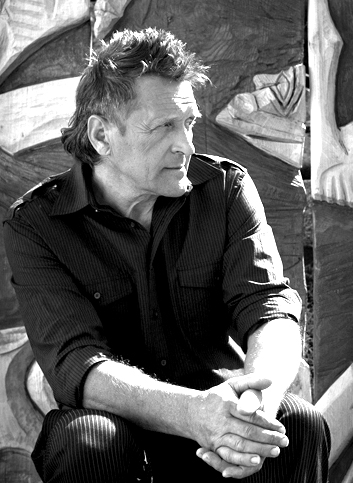
Ryszard Zając

- Zawiejski Leon Mieczysław (1856–1933)
- Zbrożyna Barbara (1923–1995)
- Grzywacz Zbylut (1939–2004)
- Zelek Ignacy (1894–1961)
- Zemła Kazimierz Gustaw (1931)
- Zerling Swietlana (1945)
- Zerych Romuald (1888–1964)
- Zymunt Anna (1976)
- Żarnowerówna Teresa (1895–1950)